# Geher-Länderkampf der Männer 1957 BR Deutschland – Dänemark
| 4. Leichtathletik-Länderkampf mit bundesdeutscher Beteiligung 1957 | 4. Leichtathletik-Länderkampf mit bundesdeutscher Beteiligung 1957 |               |
| ------------------------------------------------------------------ | ------------------------------------------------------------------ | ------------- |
|                                                                    |                                                                    |               |
| Geher-Vergleich der Männer: BR Deutschland – Dänemark              |                                                                    |               |
| Austragungsort                                                     | Hamburg                                                            |               |
| Wettbewerbe                                                        | 2                                                                  |               |
| Datum                                                              | 30. Juni 1957                                                      |               |
| 1. FRG 2. DNK                                                      | 24 Punkte 20 Punkte                                                |               |
| Chronik                                                            |                                                                    |               |
| ← NLD-FRG-SWE/NLD-FRG (F)                                          | FRG-POL (M) →                                                      | FRG-POL (M) → |

Im vierten Vergleich des Länderkampfjahres 1957 kam es zum fünften Aufeinandertreffen der Geher mit Dänemark. Ausgetragen wurde die Begegnung am 30. Juni in Hamburg.

## Wettbewerbe und Modus
Auf dem Programm standen wieder zwei Wettbewerbe. Die kürzere Distanz betrug zwanzig, die längere fünfzig Kilometer. Die Regeln waren dieselben wie bei den letzten Vergleichen der Geher. Von vier Startern je Land in den beiden Wettbewerben kamen die jeweils besten drei in die Wertung. Der erste Rang brachte sieben Punkte, der zweite fünf, der dritte vier usw. Der sechste Platz wurde noch mit einem Punkt belohnt.

## Ergebnis
Im Wettbewerb über zwanzig Kilometer gab es einen bundesdeutschen Vierfachsieg, über fünfzig Kilometer siegte ein Däne. Insgesamt ging es trotz der bundesdeutschen Überlegenheit auf der kürzeren Strecke eng in der Gesamtwertung zu. Am Ende lag die Bundesrepublik Deutschland mit der identischen Punktzahl von 1956 vorn. Das Ergebnis lautete 24 zu zwanzig Punkte.

## Legende
Kurze Übersicht zur Bedeutung der Symbolik – so üblicherweise auch in sonstigen Veröffentlichungen verwendet:
| DNF | nicht im Ziel (did not finish) |

## Resultate

### 20-km-Gehen
| Platz | Athlet               | Land | Zeit (h)  |
| ----- | -------------------- | ---- | --------- |
| 1     | Erich Hesmer         | FRG  | 1:42:43,8 |
| 2     | Claus Biethan        | FRG  | 1:44:47,2 |
| 3     | Hans-Wilhelm Neuhaus | FRG  | 1:46:45,8 |
| 4     | Martin Klinger       | FRG  | 1:47:04,0 |
| 5     | Ragnvald Thunestvedt | DNK  | 1:47:16,8 |
| 6     | Kaj Andersen         | DNK  | 1:50:13,2 |
| 7     | Ib Lemche-Hansen     | DNK  | 1:52:57,0 |
| 8     | Fl. Larsen           | DNK  | 1:54:18,0 |

### 50-km-Gehen
| Platz | Athlet              | Land | Zeit (h)  |
| ----- | ------------------- | ---- | --------- |
| 1     | Harry Kristensen    | DNK  | 4:54:23,4 |
| 2     | Erik Reib           | DNK  | 5:02:45,0 |
| 3     | Walter Stoltz       | FRG  | 5:13:31,0 |
| 3     | Hans-Jürgen Dressel | FRG  | 5:13:31,0 |
| 5     | Jens Sorring        | DNK  | 5:24:49,0 |
| 6     | Richard Küfner      | FRG  | 5:34:35,4 |
| DNF   | Hans Hakenberg      | FRG  | bei 31 km |

Dänemark stellte nur drei Teilnehmer.